# Jan Poprawa
Jan Poprawa (ur. 22 sierpnia 1943 w Sanoku) – polski historyk, publicysta i krytyk muzyczny.

## Życiorys
Ukończył studia na Uniwersytecie Jagiellońskim, prawo (od 1961, bez dyplomu), historia (magister, dyplom 1968), a także Średnią Szkołę Muzyczną w Krakowie (1952–1963, weryfikacja zawodowa muzyka 1966).
Jako muzyk był. współpracownikiem kwartetu Zbigniewa Seiferta (1965–1969), oraz współzałożycielem i kontrabasistą zespołów „Playing Family” (1965–1968), „Old Metropolitan Band” (1968–1970).
Pracował i działał w Krakowie m.in. w Archiwum Miasta Krakowa, redakcji „Studenta” i „Przekroju”, Prowincjonalnej Oficynie Wydawniczej „Exartim”, Agencji PO, Teatrze Bagatela im. Tadeusza Boya-Żeleńskiego oraz Telewizji Polskiej S.A. Oddział w Krakowie (od 1999) redaktor programująco – zamawiający, od 2000 redaktor prowadzący, od 2003 zastępca kierownika redakcji programu regionalnego w Krakowie, główny specjalista ds. publicystyki.
Był członkiem wielu organizacji społecznych takich jak: Związek Harcerstwa Polskiego, Zrzeszenie Studentów Polskich, Polskie Stowarzyszenie Jazzowe, Stowarzyszenie Dziennikarzy Polskich, Stowarzyszenie Dziennikarzy RP, Stowarzyszenie Autorów. Brał także udział w przedstawicielskich organach władzy jako radny Dzielnicowej Rady Narodowej Kraków Śródmieście oraz Członek Rady Funduszu Literatury przy Ministrze Kultury i Sztuki.
Scenarzysta wielu widowisk estradowych i spektakli teatralnych (m.in. „W podróży”, realizacja Teatr Rozrywki w Chorzowie). Autor cyklicznych programów telewizyjnych, m.in. „Krakowskiego Studia Jazzowego” (wspólnie z Andrzejem Wasylewskim), „Śpiewnika Ilustrowanego” (wspólnie z Grzegorzem Styłą), scenarzysta wielu koncertów realizowanych przez II Program TVP. Współtwórca, laureat, członek rad artystycznych i juror wielu konkursów i festiwali muzycznych, teatralnych, kabaretowych i literackich Autor opracowań muzycznych spektakli wystawianych w Teatrze Bagatela w Krakowie, Teatrze im. C.K. Norwida w Jeleniej Górze, Teatrze KTO w Krakowie. Kierownik literacki Teatru Ewy Demarczyk. Pomysłodawca i gospodarz „Salonu Literackiego Jana Poprawy”, cyklicznej imprezy promującej literaturę w Krakowie, cyklu spotkań artystycznych pt. „Próba generalna” w Fundacji Starego Teatru, cyklu koncertów pt. „Trzynastu poetów” oraz wielu innych form upowszechniania kultury.
Autor wielu książek, współpracownik kilkudziesięciu dzienników i periodyków, a także tekstów w kilkunastu wydawnictwach zbiorowych. Współautor „Raportu o stanie kultury w Krakowie” (1994), autor haseł w „Encyklopedii Muzycznej PWM” (od 1984) oraz „Popularnej Encyklopedii Powszechnej” (od 1995). Redaktor antologii, m.in. „Pamięć” (1996), „Suplement poetycki” (2000); serii wydawniczych „Biblioteka Stowarzyszenia Autorów Polskich” (wspólnie z Tadeuszem Skoczkiem, 22 tomy), „Salon Literacki Jana Poprawy” (33 tomy). Wraz z Stanisławem Bukowcem i Tadeuszem Skoczkiem założyli w 2006 roku kwartalnik „Piosenka”.

## Kariera zawodowa
- Pedagog, i wykładowca Państwowej Wyższej Szkoły Teatralnej im. L. Solskiego w Krakowie (od 1999),
- Pedagog i wykładowca studium aktorskiego Teatru Rozrywki w Chorzowie, „warsztatów” dziennikarskich, muzycznych, estradowych i teatralnych w Świnoujściu, Chodzieży, Bolesławcu, Pęzinie, Barzkowicach, Olsztynie, Chrzanowie, Kołobrzegu, Dęblinie, Jaworze, Krasnobrodzie, Horyńcu Zdroju i in.

## Ważniejsze wyróżnienia
- Krzyż Kawalerski Orderu Odrodzenia Polski (2000),
- Srebrny Medal „Gloria Artis”,
- Odznaka Zasłużony Działacz Kultury (dwukrotnie),
- Nagroda Miasta Krakowa w dziedzinie kultury (1990),
- Nagroda im. Stefana Żeromskiego (2002),
- „Złoty laur za mistrzostwo w sztuce” Fundacji Kultury Polskiej (2002),
- Nagroda im. Jana Adamczewskiego (2003),
- Nagroda Andrzeja Potoka (2006).